# 輕龍騎兵團
輕龍騎兵團(LD)是英國陸軍的騎兵團。該團擔負輕騎兵與偵察任務。輕龍騎兵招募來自諾森伯蘭郡，泰威，杜咸郡，南約克郡和東約克郡等英格蘭北部的新兵。因此被稱為"英格蘭北方騎兵"。 騎兵團目前駐地設在北約克郡的卡特域兵營。

## 騎兵團成立
'輕龍騎兵'一詞已經有很久的歷史。英國陸軍在1740年代法軍建立驃騎兵團的推動下，試驗建立了自己的輕騎兵。然而，直到1750年代英軍才將一些龍騎兵轉換改造成輕騎兵，這些騎兵團被正式任命為'輕龍騎兵'。直到1806-1807年，所有英國輕騎兵團編號為7號以上的都被名為'輕龍騎兵'，而當時有4個騎兵團的兵種被重新分類為'驃騎兵'。從1816年起，更多的輕龍騎兵被重新分類為槍騎兵或驃騎兵的兵種，而這重新分類輕龍騎兵的趨勢一直持續到19世紀。
輕龍騎兵團(LD)於1992年在德國下薩克森州的霍訥成立，由第13/第18皇家驃騎兵團(瑪麗皇后直屬)和第15/第19國王皇家驃騎兵團合併而成。

## 編制
輕龍騎兵(LD)的主要任務是編隊偵察; 是一項變動多的工作，主要涉及在主要作戰部隊之前行動，經常需要在敵方或未知領土，以找到有關當地和任何敵方的關鍵資訊為主要目的。LD將有關情報通知他們後方的作戰部隊，編隊偵察時打擊適切的目標或與當地居民互動建立關係以收集更多的情報，並協助當地的作戰部隊規劃和展開攻擊。

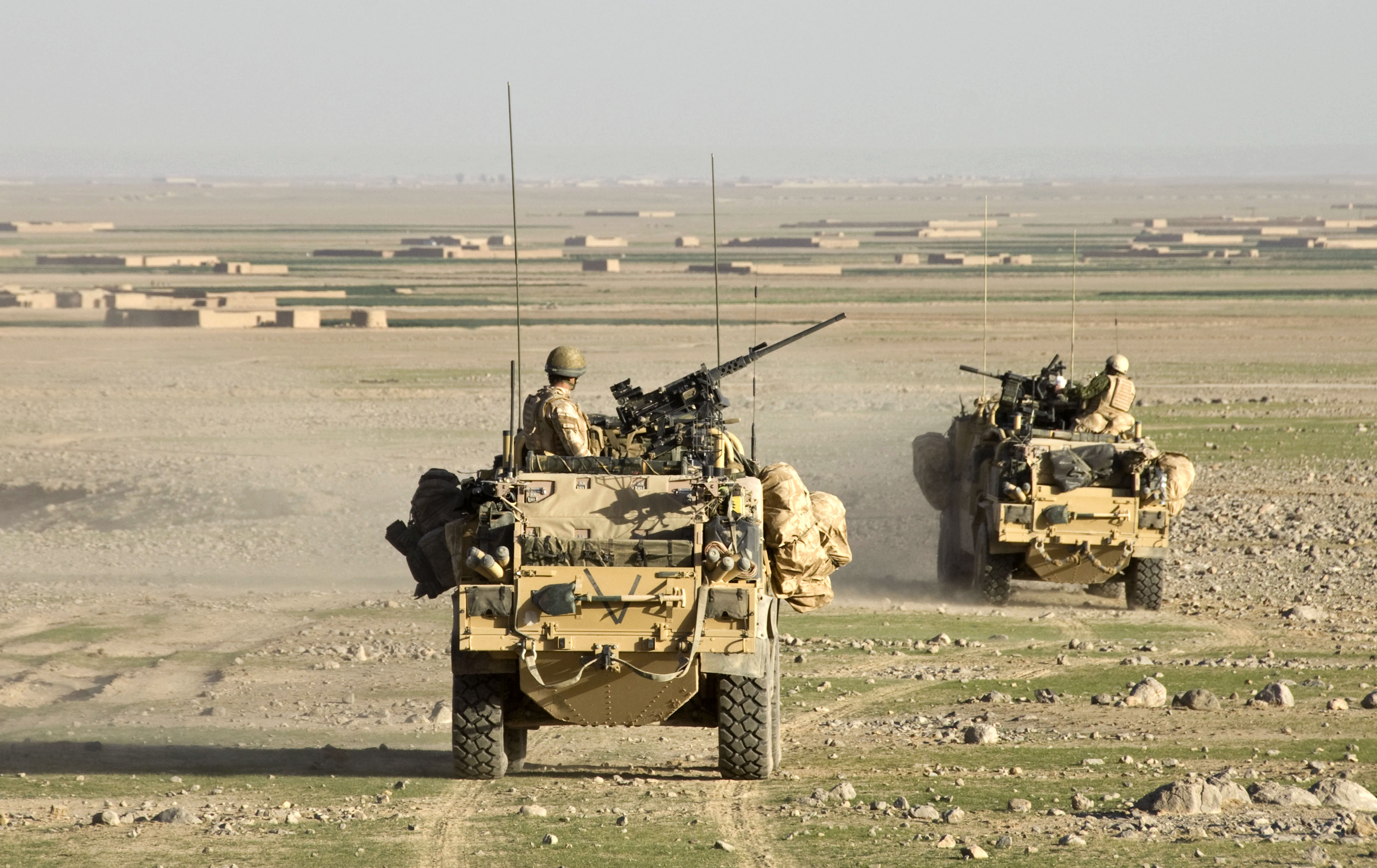
輕龍騎兵團使用胡狼裝甲車

LD現在裝備了胡狼裝甲車。任務編制上與陸軍預備役的女王直屬義勇騎兵團連繫在一起。
輕龍騎兵團的旗下部隊: 
- 騎兵團總部在芬咸兵營（英语：Fenham Barracks）
- 騎兵團裝甲部隊
  - 總部騎兵中隊- 郊狼裝甲車（英语：Jackal (vehicle)）與黑豹指揮和聯絡車（英语：Iveco LMV）
  - A 騎兵中隊 (帝國)- 胡狼裝甲車（英语：Jackal (vehicle)）
  - B 騎兵中隊 (哨兵)- 胡狼裝甲車（英语：Jackal (vehicle)）
  - C 騎兵中隊 (軍團)- 胡狼裝甲車（英语：Jackal (vehicle)）

## 註腳
1. ↑  . army.mod.uk. 14 November 2012  [3 May 2014]. （原始内容存档于2022-01-26）.
2. ↑  Haythornthwaite, P.J. (1989) Wellington's Military Machine, Spellmount, Staplehurst, Kent, pp. 18-20
3. ↑   (PDF).   [3 May 2014]. （原始内容存档 (PDF)于2016-03-04）.
4. ↑  LD History. . www.army.mod.uk. British Army.   [2 July 2021]. （原始内容存档于2021-12-17）.
5. ↑  LD History. . www.army.mod.uk. MOD.   [2 July 2021]. （原始内容存档于2021-11-25）.
6. ↑  Mallinson, Allan. . Google Books. Pen and Sword. 11 June 2012  [2 July 2021] （英语）.

## 外部連結
- Official website （页面存档备份，存于）
- The Light Dragoons Regimental Association （页面存档备份，存于）
- British Army Locations from 1945